# US Open de 2018
O US Open de 2018 foi um torneio de tênis disputado nas quadras duras do USTA Billie Jean King National Tennis Center, no Flushing Meadows-Corona Park, no distrito do Queens, em Nova York, nos Estados Unidos, entre 27 de agosto e 9 de setembro. Corresponde à 51ª edição da era aberta (houve a comemoração de 50 anos completos neste evento) e à 138ª de todos os tempos.
Rafael Nadal e Sloane Stephens falharam em defender seus títulos de simples. Nadal abandonou a partida de semifinal contra Juan Martín Del Potro, enquanto Stephens foi derrotada nas quartas de final por Anastasija Sevastova, que a americana havia derrotado na mesma fase, em 2017.
Novak Djokovic conquistou o título masculino derrotando Del Potro na final, sendo seu terceiro US Open e o 14º título do Grand Slam, igualando Pete Sampras na terceira colocação como o maior vencedor de todos os tempos na categoria. Entre as mulheres, Naomi Osaka derrotou Serena Williams e se tornou a primeira tenista profissional do Japão a conquistar um título do Grand Slam.
Nas duplas, a parceria entre Mike Bryan e Jack Sock mostrou sequência ao levar o US Open depois de Wimbledon. É o décimo oitavo título do Grand Slam de Bryan e o terceiro de Sock. Nas femininas, Ashleigh Barty e Coco Vandeweghe conquistaram o primeiro troféu, sendo que a australiana tentava desde 2013, acumulando quatro finais de Slam perdidas, até então. Em mistas, Bethanie Mattek-Sands, em hiato na categoria desde 2015, e Jamie Murray, defendendo o título, levantaram a taça.

## Calor, coaching e troca de roupa
Há uma regra no torneio que permite que jogos entre mulheres tenha uma pausa de 10 minutos se a temperatura passar dos 30 graus Celsius e o andamento exceder dois sets. Nesta edição, ela foi estendida às disputas do masculino passando dos três sets. Por conta do calor, houve quatro desistências oficiais na chave de simples dos homens: Leonardo Mayer, Ričardas Berankis, Stefano Travaglia e Marius Copil.
Durante a parada do calor no jogo entre Fernando Verdasco e Andy Murray, o espanhol cometeu o chamado coaching, que é a consulta à própria equipe, proibido por regulamento. Murray teve que chamar a atenção do juiz de cadeira, que não notou a infração.
O coaching também apareceu na final feminina, foi notado pela autoridade e causou grande repercussão. A instrução de Patrick Mouratoglou, técnico de Serena Williams, direto da arquibancada, foi captada pela transmissão televisiva, inclusive. O juiz de cadeira português Carlos Ramos aplicou uma advertência verbal, Serena ficou ofendida e se desestabilizou emocionalmente pelo resto da partida. Em consequência, momentos depois, ela quebrou uma raquete e foi notificada por desvio de conduta, o que lhe acarretou na perda de um ponto. A discussão com Ramos continuou durante os intervalos até a americana o chamá-lo de ladrão. Foi a causa da terceira penalidade, com direito a perda de um game em um momento decisivo do jogo. A torcida ficou dividida, a jogadora da casa chamou a organização, mas a decisão se manteve. Durante a cerimônia, vaias prejudicaram a atmosfera, e a campeã Osaka, nervosa, chegou a pedir desculpas. Serena foi multada em 17 mil dólares pelo ocorrido.
Ainda no feminino, no segundo dia de evento, a organização cometeu um erro e voltou atrás. A francesa Alizé Cornet enfrentava a sueca Johanna Larsson quando precisou tirar a parte de cima do uniforme, que estava do avesso, e colocá-lo corretamente. Fez isso em quadra e tomou advertência (warning) do juiz de cadeira. Choveram, então, críticas com acusações de sexismo por todos os lados, já que os homens fazem isso sem perturbação, e Cornet ainda possuia um sutiã esportivo por baixo da peça de roupa tirada. O pedido de desculpas veio no dia seguinte.

## Transmissão
Esta é a lista de países e canais designados a transmitir o torneio durante a edição em questão:
Países lusófonos

| País(es) | Canal(is)          |
| -------- | ------------------ |
| Brasil   | ESPN Brasil SporTV |
| Portugal | Eurosport          |

Resto do mundo
| País(es)                      | Canal(is)           |
| ----------------------------- | ------------------- |
| Áustria                       | ORF                 |
| Canadá                        | RDS [en] TSN        |
| China                         | CCTV-5 Tencent      |
| Estados Unidos                | ESPN Tennis Channel |
| Índia                         | STAR                |
| Irlanda · Reino Unido         | Prime Video         |
| Japão                         | WOWOW               |
| Suíça                         | SRG SSR             |
| Regiões                       |                     |
| África subsaariana            | SuperSport          |
| Caribe América Latina         | ESPN                |
| Europa continental            | Eurosport           |
| Norte da África Oriente Médio | beIN Sports         |
| Oceania                       | ESPN Oceania        |
| Sudoeste Asiático             | Fox Sports (Ásia)   |

## Pontuação e premiação

### Distribuição de pontos
ATP e WTA informam suas pontuações em Grand Slam, distintas entre si, em simples e em duplas. A ITF responde exclusivamente pelos juvenis e cadeirantes.
Considerados torneios amistosos, os de duplas mistas e os de convidados não geram pontos.
No juvenil, os simplistas jogam duas fases de qualificatório, mas só os que passam à chave principal pontuam. Em duplas, a pontuação é por jogador. A partir da fase com 16, os competidores recebem pontos adicionais de bônus (os valores da tabela já somam as duas pontuações).

#### Profissional
| Evento            | V    | F    | SF  | QF  | R16 | R32 | R64 | R128 | Q  | Q3 | Q2 | Q1 |
| Simples masculino | 2000 | 1200 | 720 | 360 | 180 | 90  | 45  | 10   | 25 | 16 | 8  | 0  |
| Duplas masculinas | 2000 | 1200 | 720 | 360 | 180 | 90  | 0   | —    | —  | —  | —  | —  |
| Simples feminino  | 2000 | 1300 | 780 | 430 | 240 | 130 | 70  | 10   | 40 | 30 | 20 | 2  |
| Duplas femininas  | 2000 | 1300 | 780 | 430 | 240 | 130 | 10  | —    | —  | —  | —  | —  |

| Evento            | V   | F   | SF  | QF  | R16 | R32 | R64 | Q  | Q2 | Q1 |
| Simples Masculino | 375 | 270 | 180 | 120 | 75  | 30  | 25* | 20 | 0  | 0  |
| Simples Feminino  | 375 | 270 | 180 | 120 | 75  | 30  | 25* | 20 | 0  | 0  |
| Duplas Masculinas | 270 | 180 | 120 | 75  | 45  | 0   | —   | —  | —  | —  |
| Duplas Femininas  | 270 | 180 | 120 | 75  | 45  | 0   | —   | —  | —  | —  |

| Evento               | V   | F   | SF/ 3º lugar | QF/ 4º lugar |
| Simples              | 800 | 500 | 375          | 100          |
| Simples tetraplégico | 800 | 500 | 375          | 100          |
| Duplas               | 800 | 500 | 100          | —            |
| Duplas tetraplégicas | 800 | 100 | —            | —            |

### Premiação
A premiação geral aumentou 5% em relação a 2017. Os títulos de simples tiveram um acréscimo de US$ 100.000 cada.
O US Open possui o mesmo número de participantes - 128 - nas chaves do qualificatório masculino e feminino, o que não acontece nos outros Slam. Os valores para duplas são por par. Diferentemente da pontuação, não há recompensa aos vencedores do qualificatório.
Juvenis não são pagos. Outras disputas, como a de cadeirantes, não tiveram os valores detalhados; estão inclusos em "Outros eventos".
| Evento        | V             | F             | SF          | QF          | Últimos 16  | Últimos 32  | Últimos 64 | Últimos 128 | Q3         | Q2         | Q1        |
| Contemplados  | 1             | 1             | 2           | 4           | 8           | 16          | 32         | 64          | 16         | 32         | 64        |
| Simples (2)   | US$ 3.800.000 | US$ 1.850.000 | US$ 925.000 | US$ 475.000 | US$ 266.000 | US$ 156.000 | US$ 93.000 | US$ 54.000  | US$ 30.000 | US$ 16.000 | US$ 8.000 |
| Duplas (2)    | US$ 700.000   | US$ 350.000   | US$ 166.400 | US$ 85.275  | US$ 46.563  | US$ 27.876  | US$ 16.500 | —           | —          | —          | —         |
| Duplas mistas | US$ 155.000   | US$ 70.000    | US$ 30.000  | US$ 15.000  | US$ 10.000  | US$ 5.000   | —          | —           | —          | —          | —         |

Total dos eventos acima: US$ 50.565.840
Outros eventos + per diem (estimado): US$ 2.434.160
Total da premiação: US$ 53.000.000

## Cabeças de chave
Cabeças baseados(as) nos rankings de 20 de agosto de 2018. Dados de Ranking e Pontos anteriores são de 20 de agosto de 2018.
A colocação individual nos rankings de duplas masculinas e femininas ajudam a definir os cabeças de chaves nestas categorias e também na de mistas.
Em verde, o(s) cabeça(s) de chave campeão(ões). Em vermelho, o(s) vice-campeão(ões).

### Simples

#### Masculino
| Cabeça | Ranking | Jogador               | Pontos anteriores | Pontos a defender | Pontos conquistados | Nova pontuação | Eliminado na | Eliminado por             |
| ------ | ------- | --------------------- | ----------------- | ----------------- | ------------------- | -------------- | ------------ | ------------------------- |
| 1      | 1       | Rafael Nadal          | 10.040            | 2.000             | 720                 | 8.760          | SF, ab.      | Juan Martín del Potro [3] |
| 2      | 2       | Roger Federer         | 7.080             | 360               | 180                 | 6.900          | 4ª fase      | John Millman              |
| 3      | 3       | Juan Martín del Potro | 5.500             | 720               | 1.200               | 5.980          | F            | Novak Djokovic [6]        |
| 4      | 4       | Alexander Zverev      | 4.845             | 45                | 90                  | 4.890          | 3ª fase      | Philipp Kohlschreiber     |
| 5      | 5       | Kevin Anderson        | 4.615             | 1.200             | 180                 | 3.595          | 4ª fase      | Dominic Thiem [9]         |
| 6      | 6       | Novak Djokovic        | 4.445             | 0                 | 2.000               | 6.445          | Campeão      | –                         |
| 7      | 7       | Marin Čilić           | 4.445             | 90                | 360                 | 4.715          | QF           | Kei Nishikori [21]        |
| 8      | 8       | Grigor Dimitrov       | 3.790             | 45                | 10                  | 3.755          | 1ª fase      | Stan Wawrinka [WC]        |
| 9      | 9       | Dominic Thiem         | 3.485             | 180               | 360                 | 3.665          | QF           | Rafael Nadal [1]          |
| 10     | 10      | David Goffin          | 3.435             | 180               | 180                 | 3.435          | 4ª fase      | Marin Čilić [7]           |
| 11     | 11      | John Isner            | 3.200             | 90                | 360                 | 3.470          | QF           | Juan Martín del Potro [3] |
| 12     | 12      | Pablo Carreño Busta   | 2.425             | 720               | 45                  | 1.750          | 2ª fase, ab. | João Sousa                |
| 13     | 13      | Diego Schwartzman     | 2.380             | 360               | 90                  | 2.110          | 3ª fase      | Kei Nishikori [21]        |
| 14     | 14      | Fabio Fognini         | 2.190             | 10                | 45                  | 2.225          | 2ª fase      | John Millman              |
| 15     | 15      | Stefanos Tsitsipas    | 2.042             | (125)             | 45                  | 1.962          | 2ª fase      | Daniil Medvedev           |
| 16     | 16      | Kyle Edmund           | 1.935             | 90                | 10                  | 1.855          | 1ª fase      | Paolo Lorenzi             |
| 17     | 17      | Lucas Pouille         | 1.915             | 180               | 90                  | 1.825          | 3ª fase      | João Sousa                |
| 18     | 18      | Jack Sock             | 1.815             | 10                | 45                  | 1.850          | 2ª fase      | Nikoloz Basilashvili      |
| 19     | 22      | Roberto Bautista Agut | 1.650             | 90                | 10                  | 1.570          | 1ª fase      | Jason Kubler [WC]         |
| 20     | 20      | Borna Ćorić           | 1.735             | 90                | 180                 | 1.825          | 4ª fase      | Juan Martin del Potro [3] |
| 21     | 19      | Kei Nishikori         | 1.755             | 0                 | 720                 | 2.475          | SF           | Novak Djokovic [6]        |
| 22     | 21      | Marco Cecchinato      | 1.734             | (48)              | 10                  | 1.696          | 1ª fase      | Julien Benneteau          |
| 23     | 23      | Chung Hyeon           | 1.630             | 45                | 45                  | 1.630          | 2ª fase      | Mikhail Kukushkin         |
| 24     | 27      | Damir Džumhur         | 1.475             | 90                | 10                  | 1.395          | 1ª fase      | Dušan Lajović             |
| 25     | 24      | Milos Raonic          | 1.575             | 0                 | 180                 | 1.755          | 4ª fase      | John Isner [11]           |
| 26     | 25      | Richard Gasquet       | 1.535             | 10                | 90                  | 1.615          | 3ª fase      | Novak Djokovic [6]        |
| 27     | 26      | Karen Khachanov       | 1.525             | 10                | 90                  | 1.605          | 3ª fase      | Rafael Nadal [1]          |
| 28     | 28      | Denis Shapovalov      | 1.385             | 205               | 90                  | 1.270          | 3ª fase      | Kevin Anderson [5]        |
| 29     | 29      | Adrian Mannarino      | 1.365             | 90                | 10                  | 1.285          | 1ª fase      | Frances Tiafoe            |
| 30     | 30      | Nick Kyrgios          | 1.345             | 10                | 90                  | 1.425          | 3ª fase      | Roger Federer [2]         |
| 31     | 32      | Fernando Verdasco     | 1.330             | 45                | 90                  | 1.375          | 3ª fase      | Juan Martín del Potro [3] |
| 32     | 33      | Filip Krajinović      | 1.314             | (29)+(33)         | 10+20               | 1.282          | 1ª fase, ab. | Matthew Ebden             |

#### Feminino
| Cabeça | Ranking | Jogadora                 | Pontos anteriores | Pontos a defender | Pontos conquistados | Nova pontuação | Eliminada na | Eliminada por             |
| ------ | ------- | ------------------------ | ----------------- | ----------------- | ------------------- | -------------- | ------------ | ------------------------- |
| 1      | 1       | Simona Halep             | 8.061             | 10                | 10                  | 8.061          | 1ª fase      | Kaia Kanepi               |
| 2      | 2       | Caroline Wozniacki       | 5.975             | 70                | 70                  | 5.975          | 2ª fase      | Lesia Tsurenko            |
| 3      | 3       | Sloane Stephens          | 5.482             | 2.000             | 430                 | 3.912          | QF           | Anastasija Sevastova [19] |
| 4      | 4       | Angelique Kerber         | 5.305             | 10                | 130                 | 5.425          | 3ª fase      | Dominika Cibulková [29]   |
| 5      | 5       | Petra Kvitová            | 4.885             | 430               | 130                 | 4.585          | 3ª fase      | Aryna Sabalenka [26]      |
| 6      | 6       | Caroline Garcia          | 4.725             | 130               | 130                 | 4.725          | 3ª fase      | Carla Suárez Navarro [30] |
| 7      | 7       | Elina Svitolina          | 4.555             | 240               | 240                 | 4.555          | 4ª fase      | Anastasija Sevastova [19] |
| 8      | 8       | Karolína Plíšková        | 4.105             | 430               | 430                 | 4.105          | QF           | Serena Williams [17]      |
| 9      | 9       | Julia Görges             | 3.900             | 240               | 70                  | 3.730          | 2ª fase      | Ekaterina Makarova        |
| 10     | 10      | Jeļena Ostapenko         | 3.787             | 130               | 130                 | 3.787          | 3ª fase      | Maria Sharapova [22]      |
| 11     | 11      | Daria Kasatkina          | 3.525             | 240               | 70                  | 3.355          | 2ª fase      | Aliaksandra Sasnovich     |
| 12     | 12      | Garbiñe Muguruza         | 3.500             | 240               | 70                  | 3.330          | 2ª fase      | Karolína Muchová [Q]      |
| 13     | 13      | Kiki Bertens             | 3.260             | 10                | 130                 | 3.380          | 3ª fase      | Markéta Vondroušová       |
| 14     | 14      | Madison Keys             | 3.212             | 1.300             | 780                 | 2.692          | SF           | Naomi Osaka [20]          |
| 15     | 15      | Elise Mertens            | 2.940             | 10                | 240                 | 3.170          | 4ª fase      | Sloane Stephens [3]       |
| 16     | 16      | Venus Williams           | 2.841             | 780               | 130                 | 2.191          | 3ª fase      | Serena Williams [17]      |
| 17     | 26      | Serena Williams          | 1.676             | 0                 | 1.300               | 2.976          | F            | Naomi Osaka [20]          |
| 18     | 17      | Ashleigh Barty           | 2.740             | 130               | 240                 | 2.850          | 4ª fase      | Karolína Plíšková [8]     |
| 19     | 18      | Anastasija Sevastova     | 2.250             | 430               | 780                 | 2.600          | SF           | Serena Williams [17]      |
| 20     | 19      | Naomi Osaka              | 2.245             | 130               | 2.000               | 4.115          | Campeã       | –                         |
| 22     | 22      | Maria Sharapova          | 2.003             | 240               | 240                 | 2.003          | 4ª fase      | Carla Suárez Navarro [30] |
| 23     | 23      | Barbora Strýcová         | 1.930             | 70                | 130                 | 1.990          | 3ª fase      | Elise Mertens [15]        |
| 24     | 25      | Coco Vandeweghe          | 1.878             | 780               | 10                  | 1.108          | 1ª fase      | Kirsten Flipkens          |
| 25     | 32      | Daria Gavrilova          | 1.435             | 70                | 70                  | 1.435          | 2ª fase      | Victoria Azarenka [WC]    |
| 26     | 20      | Aryna Sabalenka          | 2.140             | (60)              | 240                 | 2.320          | 4ª fase      | Naomi Osaka [20]          |
| 27     | 28      | Anastasia Pavlyuchenkova | 1.585             | 10                | 10                  | 1.585          | 1ª fase      | Rebecca Peterson          |
| 28     | 27      | Anett Kontaveit          | 1.665             | 10                | 10                  | 1.665          | 1ª fase      | Kateřina Siniaková        |
| 29     | 35      | Dominika Cibulková       | 1.390             | 70                | 240                 | 1.560          | 4ª fase      | Madison Keys [14]         |
| 30     | 24      | Carla Suárez Navarro     | 1.879             | 240               | 430                 | 2.069          | QF           | Madison Keys [14]         |
| 31     | 29      | Magdaléna Rybáriková     | 1.540             | 130               | 10                  | 1.420          | 1ª fase      | Wang Qiang                |
| 32     | 30      | Maria Sakkari            | 1.514             | 130               | 70                  | 1.454          | 2ª fase      | Sofia Kenin               |

##### Desistência
| Ranking | Jogadora           | Pontos anteriores | Pontos a defender | Nova pontuação | Motivo                     |
| ------- | ------------------ | ----------------- | ----------------- | -------------- | -------------------------- |
| 21      | Mihaela Buzărnescu | 2.068             | 40                | 2.028          | Lesão no tornozelo direito |

### Duplas
| Cabeça | Ranking | Equipe                | Equipe                 |
| ------ | ------- | --------------------- | ---------------------- |
| 1      | 5       | Oliver Marach         | Mate Pavić             |
| 2      | 9       | Henri Kontinen        | John Peers             |
| 3      | 13      | Mike Bryan            | Jack Sock              |
| 4      | 15      | Jamie Murray          | Bruno Soares           |
| 5      | 21      | Juan Sebastián Cabal  | Robert Farah           |
| 6      | 24      | Jean-Julien Rojer     | Horia Tecău            |
| 7      | 27      | Łukasz Kubot          | Marcelo Melo           |
| 8      | 36      | Raven Klaasen         | Michael Venus          |
| 9      | 42      | Pierre-Hugues Herbert | Nicolas Mahut          |
| 10     | 44      | Feliciano López       | Marc López             |
| 11     | 51      | Ivan Dodig            | Marcel Granollers      |
| 12     | 53      | Ben McLachlan         | Jan-Lennard Struff     |
| 13     | 63      | Julio Peralta         | Horacio Zeballos       |
| 14     | 63      | Robin Haase           | Matwé Middelkoop       |
| 15     | 64      | Rohan Bopanna         | Édouard Roger-Vasselin |
| 16     | 66      | Dominic Inglot        | Franko Škugor          |

| Cabeça | Ranking | Equipe                    | Equipe                      |
| ------ | ------- | ------------------------- | --------------------------- |
| 1      | 7       | Barbora Krejčíková        | Kateřina Siniaková          |
| 2      | 9       | Tímea Babos               | Kristina Mladenovic         |
| 3      | 17      | Andrea Sestini Hlaváčková | Barbora Strýcová            |
| 4      | 21      | Gabriela Dabrowski        | Xu Yifan                    |
| 5      | 28      | Andreja Klepač            | María José Martínez Sánchez |
| 6      | 32      | Lucie Hradecká            | Ekaterina Makarova          |
| 7      | 32      | Elise Mertens             | Demi Schuurs                |
| 8      | 33      | Nicole Melichar           | Květa Peschke               |
| 9      | 39      | Kiki Bertens              | Johanna Larsson             |
| 10     | 43      | Chan Hao-ching            | Yang Zhaoxuan               |
| 11     | 64      | Vania King                | Katarina Srebotnik          |
| 12     | 64      | Alicja Rosolska           | Abigail Spears              |
| 13     | 66      | Ashleigh Barty            | Coco Vandeweghe             |
| 14     | 66      | Raquel Atawo              | Anna-Lena Grönefeld         |
| 15     | 70      | Irina-Camelia Begu        | Monica Niculescu            |
| 16     | 81      | Miyu Kato                 | Makoto Ninomiya             |

#### Mistas
| Cabeça | Ranking | Equipe                    | Equipe                 |
| ------ | ------- | ------------------------- | ---------------------- |
| 1      | 12      | Gabriela Dabrowski        | Mate Pavić             |
| 2      | 19      | Nicole Melichar           | Oliver Marach          |
| 3      | 28      | Chan Hao-ching            | Henri Kontinen         |
| 4      | 29      | Latisha Chan              | Ivan Dodig             |
| 5      | 34      | Andrea Sestini Hlaváčková | Édouard Roger-Vasselin |
| 6      | 41      | Demi Schuurs              | Matwé Middelkoop       |
| 7      | 41      | Katarina Srebotnik        | Michael Venus          |
| 8      | 43      | Abigail Spears            | Juan Sebastián Cabal   |

## Convidados à chave principal
Os jogadores a seguir receberam convite para disputar diretamente a chave principal, baseados em seleção interna ou desempenhos recentes.

### Simples
| Masculino | Feminino |
| --- | --- |
| - Jenson Brooksby - Bradley Klahn - Jason Kubler - Michael Mmoh - Corentin Moutet - Noah Rubin - Tim Smyczek - Stan Wawrinka | - Amanda Anisimova - Victoria Azarenka - Lizette Cabrera - Svetlana Kuznetsova - Claire Liu - Asia Muhammad - Whitney Osuigwe - Harmony Tan |

### Duplas
| Masculinas | Femininas | Mistas |
| --- | --- | --- |
| - Christopher Eubanks / Donald Young - Christian Harrison / Ryan Harrison - Evan King / Nathan Pasha - Kevin King / Reilly Opelka - Bradley Klahn / Daniel Nestor - Patrick Kypson / Danny Thomas - Martin Redlicki / Evan Zhu | - Jennifer Brady / Asia Muhammad - Caroline Dolehide / Christina McHale - Nicole Gibbs / Sabrina Santamaria - Sofia Kenin / Sachia Vickery - Allie Kiick / Jamie Loeb - Varvara Lepchenko / Bernarda Pera - Caty McNally / Whitney Osuigwe | - Amanda Anisimova / Michael Mmoh - Kaitlyn Christian / James Cerretani - Danielle Collins / Tom Fawcett - Cori Gauff / Christopher Eubanks - Jamie Loeb / Noah Rubin - Christina McHale / Christian Harrison - Whitney Osuigwe / Frances Tiafoe - Taylor Townsend / Donald Young |

## Qualificados à chave principal
O qualificatório aconteceu no USTA Billie Jean King National Tennis Center entre 21 de 24 de agosto de 2018.

### Simples
| Masculino | Feminino |
| --- | --- |
| 1. Ugo Humbert 2. Stefano Travaglia 3. Federico Gaio 4. Casper Ruud 5. Marcel Granollers 6. Hubert Hurkacz 7. Lloyd Harris 8. Dennis Novak 9. Félix Auger-Aliassime 10. Collin Altamirano 11. Mitchell Krueger 12. Donald Young 13. Tommy Robredo 14. Facundo Bagnis 15. Yannick Maden 16. Carlos Berlocq | 1. Jil Teichmann 2. Marie Bouzková 3. Anna Kalinskaya 4. Julia Glushko 5. Karolína Muchová 6. Anhelina Kalinina 7. Arantxa Rus 8. Francesca Di Lorenzo 9. Ons Jabeur 10. Nicole Gibbs 11. Heather Watson 12. Vera Zvonareva 13. Kathinka von Deichmann 14. Danielle Lao 15. Patty Schnyder 16. Eugenie Bouchard |

Lucky losers
| 1. Lorenzo Sonego 2. Peter Polansky 3. Ruben Bemelmans 4. Nicolas Mahut | 1. Madison Brengle 2. Mona Barthel |

## Eliminações em simples

### Masculino
| Final                     | Final                 | Final                   | Final                      |
| ------------------------- | --------------------- | ----------------------- | -------------------------- |
| Juan Martín del Potro [3] |                       |                         |                            |
| Semifinais                |                       |                         |                            |
| Rafael Nadal [1]          | Rafael Nadal [1]      | Kei Nishikori [21]      | Kei Nishikori [21]         |
| Quartas de final          |                       |                         |                            |
| Dominic Thiem [9]         | John Isner [11]       | Marin Čilić [7]         | John Millman               |
| Quarta fase               |                       |                         |                            |
| Nikoloz Basilashvili      | Kevin Anderson [5]    | Borna Ćorić [20]        | Milos Raonic [25]          |
| David Goffin [10]         | Philipp Kohlschreiber | João Sousa              | Roger Federer [2]          |
| Terceira fase             |                       |                         |                            |
| Karen Khachanov [27]      | Guido Pella           | Taylor Fritz            | Denis Shapovalov [28]      |
| Fernando Verdasco [31]    | Daniil Medvedev       | Dušan Lajović           | Stan Wawrinka (WC)         |
| Alex de Minaur            | Jan-Lennard Struff    | Diego Schwartzman [13]  | Alexander Zverev [4]       |
| Richard Gasquet [26]      | Lucas Pouille [17]    | Mikhail Kukushkin       | Nick Kyrgios [30]          |
| Segunda fase              |                       |                         |                            |
| Vasek Pospisil            | Lorenzo Sonego (LL)   | Jack Sock [18]          | Paolo Lorenzi              |
| Steve Johnson             | Jason Kubler (WC)     | Andreas Seppi           | Jérémy Chardy              |
| Denis Kudla               | Andy Murray (PR)      | Roberto Carballés Baena | Stefanos Tsitsipas [15]    |
| Nicolás Jarry             | Cameron Norrie        | Gilles Simon            | Ugo Humbert (Q)            |
| Hubert Hurkacz (Q)        | Frances Tiafoe        | Julien Benneteau        | Robin Haase                |
| Jaume Munar               | Gaël Monfils          | Matthew Ebden           | Nicolas Mahut (LL)         |
| Tennys Sandgren           | Laslo Đere            | Marcos Baghdatis        | Pablo Carreño Busta [12]   |
| Fabio Fognini [14]        | Chung Hyeon [23]      | Pierre-Hugues Herbert   | Benoît Paire               |
| Primeira fase             |                       |                         |                            |
| David Ferrer              | Lukáš Lacko           | Gilles Müller           | Albert Ramos Viñolas       |
| Guido Andreozzi           | Aljaž Bedene          | Casper Ruud (Q)         | Kyle Edmund [16]           |
| Mirza Bašić               | Denis Istomin         | Mischa Zverev           | Roberto Bautista Agut [19] |
| Félix Auger-Aliassime (Q) | Sam Querrey           | Andrey Rublev           | Ryan Harrison              |
| Donald Young              | Matteo Berrettini     | James Duckworth (PR)    | Feliciano López            |
| Florian Mayer             | Mitchell Krueger (Q)  | Evgeny Donskoy          | Tommy Robredo (Q)          |
| Bradley Klahn (WC)        | Peter Gojowczyk       | Jordan Thompson         | Damir Džumhur [24]         |
| Carlos Berlocq (Q)        | Lloyd Harris (Q)      | Collin Altamirano (Q)   | Grigor Dimitrov [8]        |
| Marius Copil              | Stefano Travaglia (Q) | Taro Daniel             | Adrian Mannarino [29]      |
| Marco Cecchinato [22]     | Tim Smyczek (WC)      | Mackenzie McDonald      | Federico Gaio (Q)          |
| Federico Delbonis         | Ruben Bemelmans (LL)  | Facundo Bagnis (Q)      | Maximilian Marterer        |
| Filip Krajinović [32]     | Yannick Hanfmann      | Corentin Moutet (WC)    | Peter Polansky (LL)        |
| Márton Fucsovics          | Viktor Troicki        | Leonardo Mayer          | Yūichi Sugita              |
| Yannick Maden (Q)         | Mikhail Youzhny       | Marcel Granollers (Q)   | Malek Jaziri               |
| Michael Mmoh (WC)         | Jenson Brooksby (WC)  | Noah Rubin (WC)         | Ričardas Berankis          |
| Radu Albot                | Yuki Bhambri          | Dennis Novak (Q)        | Yoshihito Nishioka (PR)    |

### Feminino
| Final                     | Final                      | Final                     | Final                         |
| ------------------------- | -------------------------- | ------------------------- | ----------------------------- |
| Serena Williams [17]      |                            |                           |                               |
| Semifinais                |                            |                           |                               |
| Anastasija Sevastova [19] | Anastasija Sevastova [19]  | Madison Keys [14]         | Madison Keys [14]             |
| Quartas de final          |                            |                           |                               |
| Karolína Plíšková [8]     | Sloane Stephens [3]        | Carla Suárez Navarro [30] | Lesia Tsurenko                |
| Quarta fase               |                            |                           |                               |
| Kaia Kanepi               | Ashleigh Barty [18]        | Elise Mertens [15]        | Elina Svitolina [7]           |
| Maria Sharapova [22]      | Dominika Cibulková [29]    | Aryna Sabalenka [26]      | Markéta Vondroušová           |
| Terceira fase             |                            |                           |                               |
| Rebecca Peterson          | Venus Williams [16]        | Karolína Muchová (Q)      | Sofia Kenin                   |
| Victoria Azarenka (WC)    | Barbora Strýcová [23]      | Ekaterina Makarova        | Wang Qiang                    |
| Caroline Garcia [6]       | Jeļena Ostapenko [10]      | Aleksandra Krunić         | Angelique Kerber [4]          |
| Petra Kvitová [5]         | Aliaksandra Sasnovich      | Kiki Bertens [13]         | Kateřina Siniaková            |
| Segunda fase              |                            |                           |                               |
| Jil Teichmann (Q)         | Vania King (PR)            | Carina Witthöft           | Camila Giorgi                 |
| Garbiñe Muguruza [12]     | Lucie Šafářová             | Maria Sakkari [31]        | Ana Bogdan                    |
| Anhelina Kalinina (Q)     | Daria Gavrilova [25]       | Lara Arruabarrena         | Vera Lapko                    |
| Julia Görges [9]          | Claire Liu (WC)            | Irina-Camelia Begu        | Tatjana Maria                 |
| Monica Puig               | Kristina Mladenovic        | Sorana Cîrstea            | Taylor Townsend               |
| Bernarda Pera             | Kirsten Flipkens           | Hsieh Su-wei              | Johanna Larsson               |
| Wang Yafan                | Vera Zvonareva (Q)         | Julia Glushko (Q)         | Daria Kasatkina [11]          |
| Francesca Di Lorenzo (Q)  | Eugenie Bouchard (Q)       | Ajla Tomljanović          | Caroline Wozniacki [2]        |
| Primeira fase             |                            |                           |                               |
| Simona Halep [1]          | Dalila Jakupović           | Natalia Vikhlyantseva     | Anastasia Pavlyuchenkova [27] |
| Magda Linette             | Caroline Dolehide          | Whitney Osuigwe (WC)      | Svetlana Kuznetsova (WC)      |
| Zhang Shuai               | Dayana Yastremska          | Petra Martić              | Ons Jabeur (Q)                |
| Asia Muhammad (WC)        | Madison Brengle (LL)       | Marie Bouzková (Q)        | Zarina Diyas                  |
| Evgeniya Rodina           | Kathinka von Deichmann (Q) | Viktória Kužmová          | Sara Sorribes Tormo           |
| Danielle Lao (Q)          | Kateryna Kozlova           | Kateryna Bondarenko       | Kurumi Nara                   |
| Anna Kalinskaya (Q)       | Heather Watson (Q)         | Polona Hercog             | Donna Vekić                   |
| Magdaléna Rybáriková [31] | Jennifer Brady             | Agnieszka Radwańska       | Sachia Vickery                |
| Johanna Konta             | Stefanie Vögele            | Tamara Zidanšek           | Nicole Gibbs (Q)              |
| Patty Schnyder (Q)        | Alison Riske               | Amanda Anisimova (WC)     | Andrea Petkovic               |
| Pauline Parmentier        | Yulia Putintseva           | Timea Bacsinszky (PR)     | Coco Vandeweghe [24]          |
| Arantxa Rus (Q)           | Ekaterina Alexandrova      | Alizé Cornet              | Margarita Gasparyan (PR)      |
| Yanina Wickmayer          | Anna Karolína Schmiedlová  | Anna Blinkova             | Danielle Collins              |
| Laura Siegemund (PR)      | Monica Niculescu           | Belinda Bencic            | Tímea Babos                   |
| Kristýna Plíšková         | Christina McHale           | Harmony Tan (WC)          | Mona Barthel (LL)             |
| Anett Kontaveit [28]      | Lizette Cabrera (WC)       | Alison Van Uytvanck       | Samantha Stosur               |

## Finais

### Profissional
| Categoria | Evento    | Campeã(s)(o/ões)                   | Vice-campeã(s)(o/ões)           | Resultado        | Chave(s)  | Chave(s)       |
| --------- | --------- | ---------------------------------- | ------------------------------- | ---------------- | --------- | -------------- |
| Simples   | Masculino | Novak Djokovic                     | Juan Martín del Potro           | 6–3, 7–64, 6–3   | principal | qualificatório |
| Simples   | Feminino  | Naomi Osaka                        | Serena Williams                 | 6–2, 6–4         | principal | qualificatório |
| Duplas    | Masculino | Mike Bryan Jack Sock               | Łukasz Kubot Marcelo Melo       | 6–3, 6–1         | principal | principal      |
| Duplas    | Feminino  | Ashleigh Barty Coco Vandeweghe     | Tímea Babos Kristina Mladenovic | 3–6, 7–62, 7–66  | principal | principal      |
| Duplas    | Misto     | Bethanie Mattek-Sands Jamie Murray | Alicja Rosolska Nikola Mektić   | 2–6, 6–3, [11–9] | principal | principal      |

### Juvenil
| Categoria | Evento    | Campeã(s)(o/ões)                | Vice-campeã(s)(o/ões)          | Resultado        | Chave(s)  | Chave(s)       |
| --------- | --------- | ------------------------------- | ------------------------------ | ---------------- | --------- | -------------- |
| Simples   | Masculino | Thiago Seyboth Wild             | Lorenzo Musetti                | 6–1, 2–6, 6–2    | principal | qualificatório |
| Simples   | Feminino  | Wang Xiyu                       | Clara Burel                    | 7–64, 6–2        | principal | qualificatório |
| Duplas    | Masculino | Adrian Andreev Anton Matusevich | Emilio Nava Axel Nefve         | 6–4, 2–6, [10–8] | principal | principal      |
| Duplas    | Feminino  | Cori Gauff Caty McNally         | Hailey Baptiste Dalayna Hewitt | 6–3, 6–2         | principal | principal      |

### Cadeirante
| Categoria | Evento       | Campeã(s)(o/ões)            | Vice-campeã(s)(o/ões)          | Resultado        | Chave     |
| --------- | ------------ | --------------------------- | ------------------------------ | ---------------- | --------- |
| Simples   | Masculino    | Alfie Hewett                | Shingo Kunieda                 | 6–3, 7–5         | principal |
| Simples   | Feminino     | Diede de Groot              | Yui Kamiji                     | 6–2, 6–3         | principal |
| Simples   | Tetraplégico | Dylan Alcott                | David Wagner                   | 7–5, 6–2         | principal |
| Duplas    | Masculino    | Alfie Hewett Gordon Reid    | Stéphane Houdet Nicolas Peifer | 5–7, 6–3, [11–9] | principal |
| Duplas    | Feminino     | Diede de Groot Yui Kamiji   | Marjolein Buis Aniek van Koot  | 6–3, 6–4         | principal |
| Duplas    | Tetraplégico | Andy Lapthorne David Wagner | Dylan Alcott Bryan Barten      | 3–6, 6–0, [10–4] | principal |